# Mota Lava
Mota Lava o Motalava es la cuarta isla más grande de las Islas Banks en Vanuatu, después de Gaua, Vanua Lava y Ureparapara, con un área de 24 km². Es la más grande y más alta (411 m) de la cadena oriental de las islas.
A 270 m de su costa sur, junto con los altos corales que pueden se vadeados durante la marea baja, se encuentra el islote de Ra, con una superficie de 0,5 km².
Hay un aeropuerto en la isla (código IATA: MTV).

## Población
Mota Lava tiene una población de 1.640 habitantes (Mota Lava + Ra), que da una densidad de población de 67 personas por kilómetro cuadrado.

## Historia
Mota Lava fue avistada por primera vez por los europeos durante la expedición española de Pedro Fernández de Quirós, del 25 al 29 de abril de 1606. El nombre de la isla fue cartografiado como Lágrimas de San Pedro.

## Geografía
Mota Lava se compone de al menos cinco estratovolcanes basálticos. Dos de los conos, Vetman y Tuntog, están bien conservados. Vetman es un cono piroclástico situado en el centro de la isla con un cráter de cresta atravesado. En el extremo suroeste de la isla, Tuntog es un cono con un cráter de 500 metros de ancho.
El análisis geoquímico muestra que la lava de la isla tiene una composición similar a la de las cercanas Mota y Ureparapara, así como a la lava del sur del país, pero difiere del material erupcionado en el centro de Vanuatu. Esta última región se ha visto afectada por la subducción de un complejo insular sumergido y extinguido llamado zona d'Entrecasteaux.